# Kevin B. MacDonald

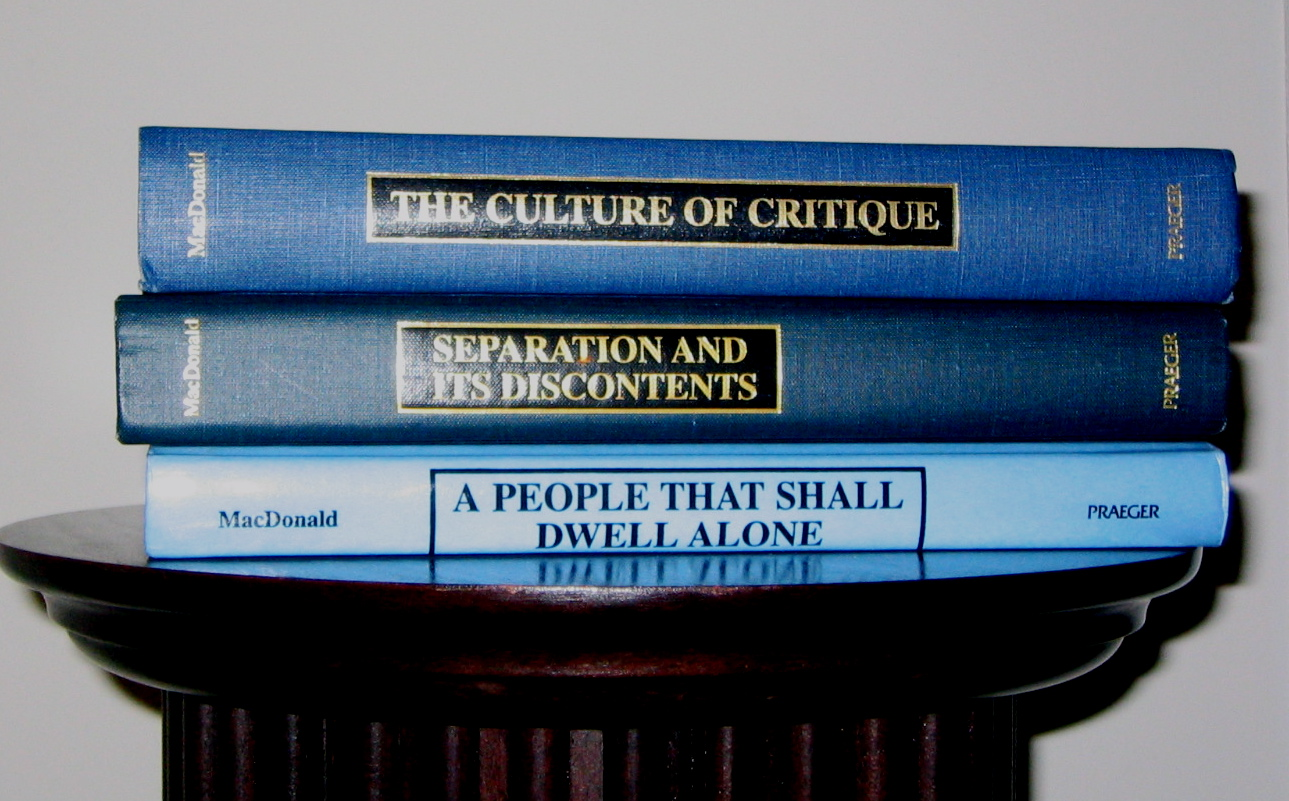
MacDonalds boktrilogi om judendomen som gruppevolutionär strategi.

Kevin B. MacDonald, född 24 januari 1944 i Oshkosh, Wisconsin är en amerikansk antisemitisk konspirationsteoretiker, vit makt-anhängare och pensionerad professor i psykologi vid California State University, Long Beach.
MacDonald är känd för sin teori om att judisk kultur styrs av en "evolutionär gruppstrategi”. Det, menar han, har gjort judar biologiskt benägna att vara fientliga mot vita människors intressen. Enligt MacDonald är judiskt beteende och kultur centrala orsaker till antisemitism och han har spritt konspirationsteorier om påstådd judisk kontroll och inflytande.
Akademiska och journalistiska granskningar av MacDonalds arbete har avfärdat det som cirkelresonemang och pseudovetenskap född ur konspirationsteorier, fullt av felaktigheter och cherry-picking av källor. Arbetet ses som antisemitisk propaganda, snarare än akademisk forskning.
I oktober 2008 distanserade sig California State University, Long Beach, från MacDonalds forskning.
Heidi Beirich från Southern Poverty Law Center sa 2007 om MacDonalds arbete att "Inte sedan Hitlers Mein Kampf har antisemiter haft en så omfattande referensguide för vad som är ‘fel med judar‘."
2010 blev MacDonald en del av det högerextrema American Freedom Partys partistyrelse.
MacDonald har hyllat Anders Breivik och kallat honom en "seriös politisk tänkare med många insikter och bra praktiska idéer om strategi."

## Teorier
MacDonald är känd för sin användning av evolutionspsykologi för att förklara judendomen som en gruppevolutionär strategi.
En av MacDonalds mest kontroversiella teorier är att vissa karaktäristiska drag som han attribuerar på judar, såsom hög intelligens och etnocentrism, har uppnåtts genom eugenik under historiens gång, med syfte att utmanövrera icke-judar och minska självförtroendet och makten hos vita européer i Europa och USA.
På svenska har böckerna Kritikkulturen (på nynazistiska Nordiska förlaget) och Att förstå det judiska inflytandet utkommit.

## Kritik
MacDonald har vägrat erkänna mönster i judiskt beteende som motsäger hans teori (till exempel att judar mycket ofta gifter sig med icke-judar, och att många judar själva identifierar sig som vita). Forskare har påpekat att MacDonald misslyckas med det grundläggande testet av vetenskaplig teori, kriteriet om falsifierbarhet. Teorin blir då ett cirkelresonemang som antar att slutsatsen är sant oavsett empiriska bevis.
MacDonald har fått kritik från flera framstående evolutionspsykologer inklusive John Tooby och Steven Pinker. Tooby, som var en av dem som först definierade evolutionspsykologi menar att innehållet i MacDonalds böcker inte faller inom ramen för vad som är evolutionspsykolgi. Pinker delar MacDonalds tro att ashkenaziska judar ligger mellan en halv och en standardavvikelse högre än etniska européer intelligensmässigt, men håller inte med MacDonald om hur denna påstådda skillnad ska kunna ha uppstått.
I det anonyma blogginlägget "Världens sämsta evolutionspsykologer?" (evolutionspsykologi.wordpress.com) kritiseras MacDonalds forskning bland annat för att basera sig på gruppselektion – ett kontroversiellt evolutionärt begrepp som ifrågasatts av bland annat Richard Dawkins och Peter Singer men som fått stöd av Edward O. Wilson.